# Павлово (Всеволожский район)
Па́влово — село во Всеволожском районе Ленинградской области, входит в состав Колтушского городского поселения.
В селе находится филиал института физиологии имени И. П. Павлова РАН.

## Название
Названо в честь выдающегося русского физиолога И. П. Павлова.

## История
История села Павлова и деревни Колтуши до начала 1920-х годов представляют собой одно целое, так как ранее это был один населённый пункт.

В 1926 году в Колтушах была создана биостанция Института экспериментальной медицины, именовавшаяся тогда «лаборатория «Колтуши» или «лаборатория в Колтушах», на которую советское правительство отпустило Павлову более чем 12 миллионов рублей. Первоначально станция помещалась в тесном, неудобном здании бывшего имения С. А. де Каррьера, за что Колтуши были прозваны «столицей условных рефлексов».
В 1929 году началось строительство научного городка — посёлка Павлово.
В 1932 году строительство было закончено, и в начале 1933 года уже проводились исследовательские работы. 
При жизни академика И. П. Павлова в посёлке бывали: физик Нильс Бор, художники М. В. Нестеров и А. А. Рылов, писатель-фантаст Герберт Уэллс.
Посёлок Павлово числится в Колтушском сельсовете Всеволожского района с 1 января 1938 года. В 1938 году его население составляло 609 человек.

План посёлка Павлово. 1939 год

В 1939 году был создан Институт сравнительной физиологии высшей нервной деятельности, позже вошедший в Институт физиологии им. И. П. Павлова.

ПАВЛОВА — посёлок Колтушского сельсовета, 729 чел. (1939 год)

В 1940 году посёлок Павлово насчитывал 54 двора, в посёлке находилось здание Колтушского сельсовета.
Во время войны в посёлке Павлово жила Л. А. Вербицкая.
С 1943 по 1949 год в домах института им. И. П. Павлова проживали семьи высшего партийного и советского руководства Ленинграда: П. С. Попкова (1903—1950), А. А. Бубнова (1906—1950), Г. Ф. Бадаева (1909—1950),  В. М. Решкина (1899—1973), Н. А. Манакова (1904—1973), И. А. Андреенко (1904—1987), Л. М. Антюфеева (1905—1975), А. Д. Вербицкого (1904–1950), Ф. И. Машанского (1896—1991), которые, согласно материалам Ленинградского дела, «использовали земли подсобного хозяйства под индивидуальные огороды и содержали в питомниках института, принадлежавших им свиней, охотничьих собак и кур… Для них силами рабочих и средствами института засевались и обрабатывались огороды».
По данным 1966, 1973 и 1990 годов село Павлово входило в состав Колтушского сельсовета.
В 1997 году в селе проживали 2296 человек, в 2002 году — 2424 человек (русских — 90%), в 2007 году — 2406.

## География
Село расположено на автодороге 41К-079 (Санкт-Петербург — Колтуши).
Расстояние до административного центра поселения — 0,5 км.
Расстояние до ближайшей железнодорожной станции Заневский Пост — 10 км.
Село находится на Колтушской возвышенности. Часть бывшего села Колтуши, находится к северу и смежно с современным городом Колтуши.

## Демография
| 2007 | 2010  | 2017  |
| ---- | ----- | ----- |
| 2406 | ↘2296 | ↗2346 |

Национальный состав
Согласно данным Всероссийской переписи населения 2021 года в селе проживали 2945 человек, из них:
 русские — 2037, украинцы — 22, таджики —18, татары — 11, финны-ингерманландцы — 10, киргизы — 7, белорусы — 6, лезгины — 5, молдаване — 5, армяне — 4, грузины — 4, узбеки — 4, чеченцы — 4, ингуши — 3, евреи — 2, марийцы — 2, чуваши — 2, абхазы — 1, гагаузы — 1, казахи — 1, каракалпаки — 1, коми — 1, корейцы — 1, осетины — 1, табасараны —1, другие национальности — 48 человек, остальные национальность не указали.

## Достопримечательности
Объект культурного наследия народов РФ федерального значения. Рег. № 471520247910005 (ЕГРОКН). Объект № 4710048000 (БД Викигида)
Село Павлово представляет собой памятник истории и культуры — «Научный городок врача-физиолога И. П. Павлова», состоящий из следующих элементов: антропоидник (лаборатория И. П. Павлова), дом И. П. Павлова, здание старой лаборатории генетики в которой работал И. П. Павлов, коттедж № 10, коттедж № 18, коттедж № 12, коттедж № 14, коттедж № 16, памятник И. П. Павлову (скульптор В. В. Лишев, архитектор В. И. Яковлев, 1952 год), парк, пять бронзовых бюстов, гостиница. Код памятника: 4710048000. Дом № 34 — дом Леона Орбели — был построен в 1935-м, с 1998-го имел статус объекта культурного наследия. 5 мая 2023-го здание практически полностью сгорело
Дом Павлова, который был законсервирован и ожидал реставрации, сгорел 26 апреля 2017 года.
Среди построек выделяются Новая и Старая лаборатории. Старая лаборатория внешне заметно отличается от остальной застройки — каменное и недавно побелено. Над крыльцом — башня, на башне аршинными буквами девиз: «Наблюдательность и наблюдательность». Перед Старой лабораторией стоят три бюста — Декарт, Мендель и Сеченов, это три учёных, которых очень уважал Павлов, он сам заказал И. Ф. Безпалову их бюсты. Четвёртым стоит сам Иван Петрович — изваянный тем же Безпаловым в декабре 1935 года, установлен после смерти учёного. А чуть вдалеке в кустах прячется бородач без таблички — это Дарвин. Дарвина сделали уже при Орбели, заступившем на пост директора после Павлова. Когда в конце 1940-х годов пронеслась знаменитая лысенковская сессия ВАСХНИЛ, клеймившая генетику и её духовного отца Г. Менделя, опального генетика тихонько сняли и заменили Павловым, а Павлова — Дарвином. Но Менделя спрятал в кладовке скупой завхоз, полагавший, что бронзовая голова ещё пригодится. И пригодилась. Теперь Мендель стоит на месте с группой товарищей, а Дарвин снова пошёл в кусты.
В списке ценных природных объектов, подлежащих охране во Всеволожском районе, утверждённом решением Всеволожского городского Совета народных депутатов от 8 апреля 1993 года, за № 18 значится парк института физиологии им. И. П. Павлова (5 га, с. Павлово).

## Фото

Памятник И. П. Павлову
Памятник-бюст И. П. Павлову. 2011 год
Памятник-бюст Р. Декарту. 2011 год
Памятник-бюст Г. Менделю. 2011 год
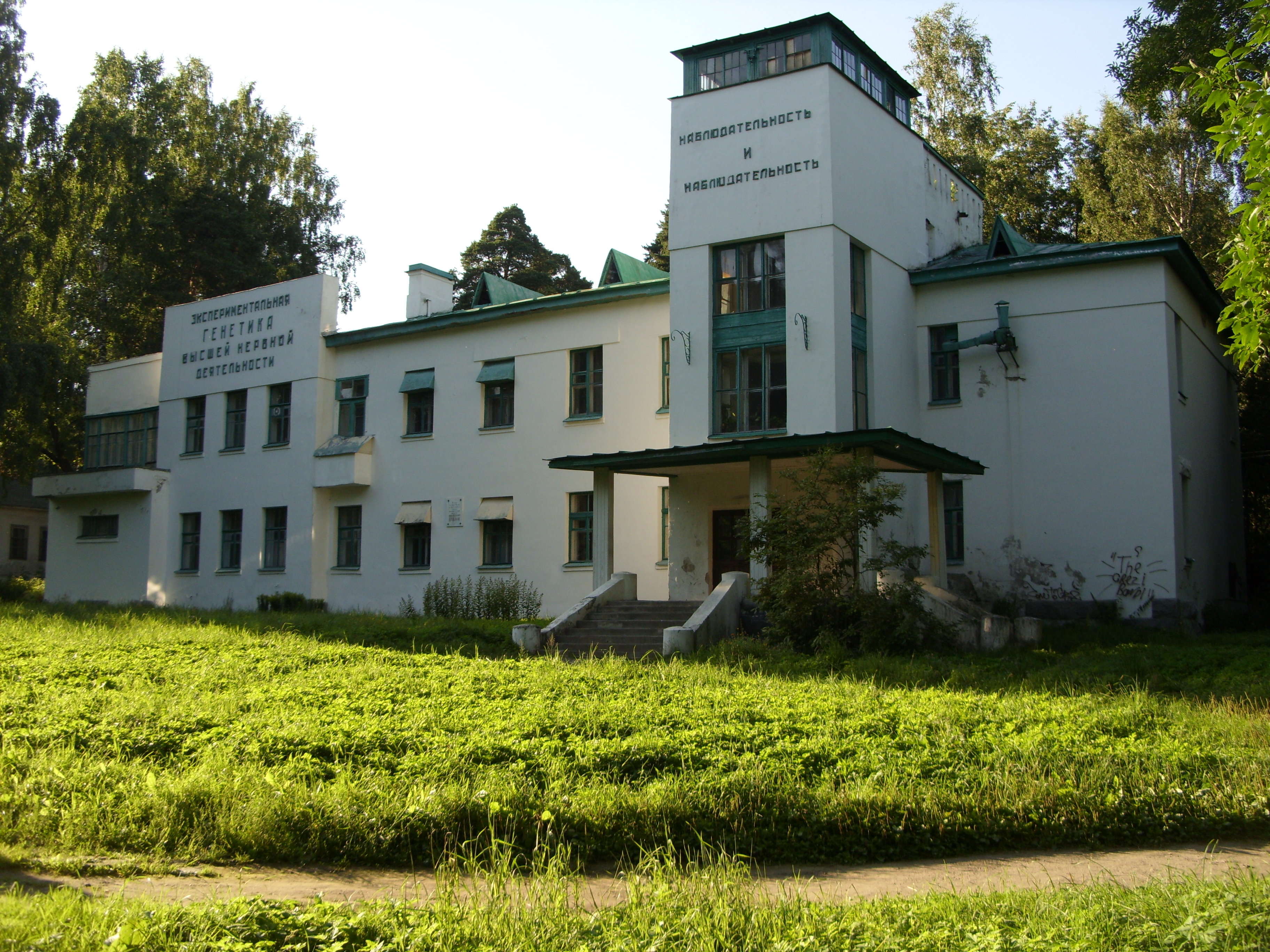
Лаборатория Института физиологии
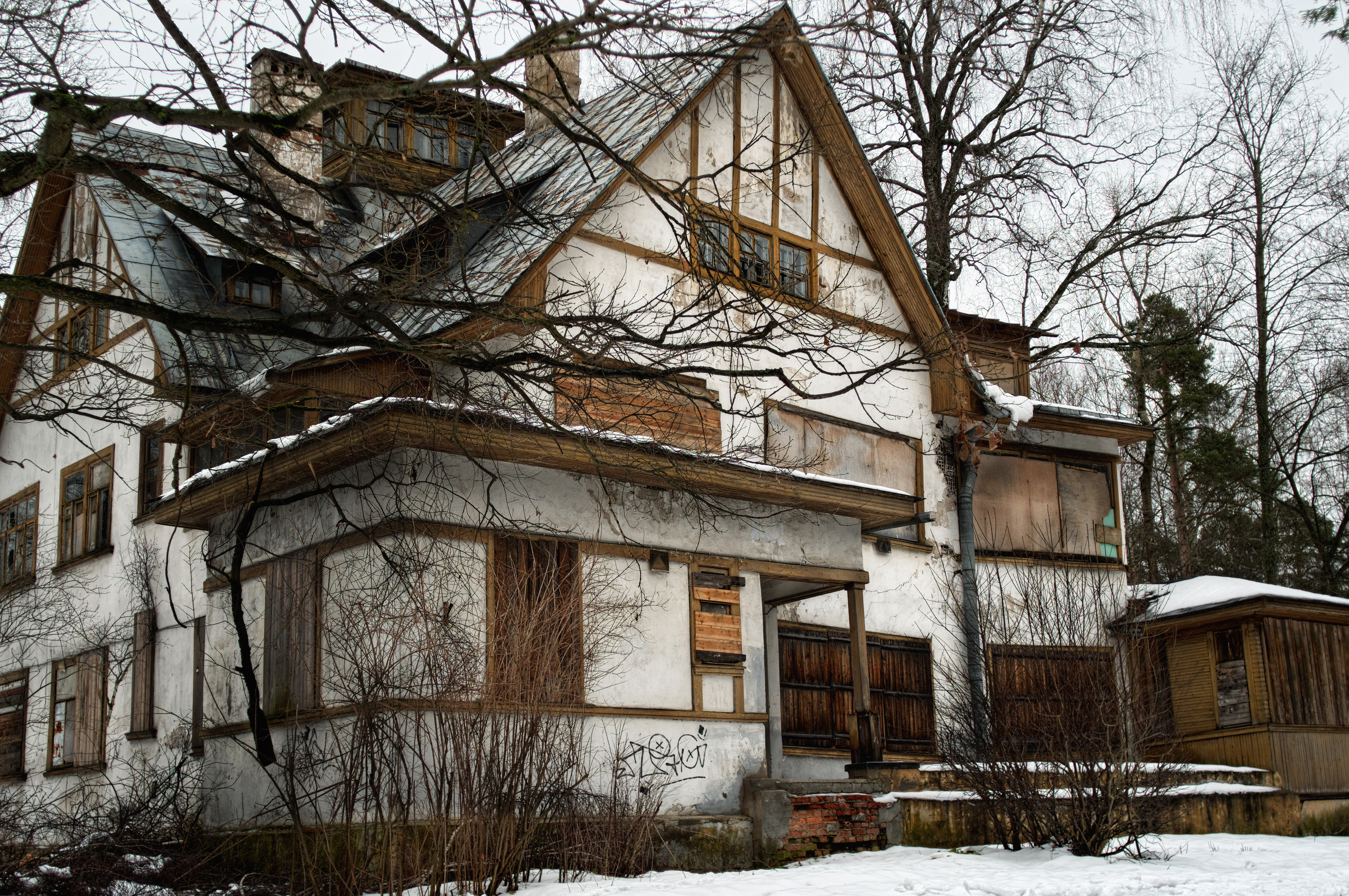
Дом Павлова. 2015 год

## Транспорт
С Санкт-Петербургом село связывают автобусные маршруты: № 492 до станции метро  Улица Дыбенко, протяжённостью 30,6 км и № 534 до улицы Коммуны, протяжённостью 18 км.

## Улицы
Быкова,  Морской проезд, Павловский проезд.